# Puente Spreuer
El puente Spreuer (en alemán: Spreuerbrücke, antiguamente Mühlenbrücke) es uno de los dos puentes cubiertos y peatonales de madera, junto con el célebre Kapellbrücke, de la ciudad de Lucerna, en Suiza. Existió un tercer puente, el Hofbrücke, que fue demolido durante el siglo XIX.

## Historia
El primer puente fue construido en el siglo XIII para conectar la Mühlenplatz, la plaza del molino, en la orilla derecha del río Reuss con los molinos centrales del río. La ampliación del puente hacia la orilla izquierda fue realizada en torno al año 1408. Fue el único puente de Lucerna desde donde se permitía verter el salvado de los cereales (en alemán: spreu, de ahí el nombre del puente Spreuerbrücke) y hojas al río, ya que el puente estaba río abajo. Fue destruido debido a una inundación en 1566 y posteriormente fue reconstruido, al igual que un granero que servía de entrada al puente llamado Herrenkeller.

## Pinturas
El puente Spreuer alberga unos frontones triangulares en el interior con pinturas, una característica única de los puentes de madera de Lucerna. En el caso del puente Spreuer, las pinturas representan la danza de la muerte, conocida en alemán como Totentanz, que fueron realizadas por el pintor Kaspar Meglinger entre los años 1616 y 1637. Se trata de la representación de la danza macabra más extensa conocida, conservándose 45 de las 67 pinturas originales, e indican que no existe ningún lugar en el mundo en el que la muerte no esté presente. La mayoría de ellas albergan los escudos de armas de los donantes en la esquina inferior izquierda y el de sus esposas en la esquina inferior derecha. Los marcos de madera negros exhiben explicaciones en verso y los nombres de los donantes, mientras que las pinturas también albergan los retratos de los donantes y otras personalidades de la sociedad lucernense.